# Оса норвежская
Оса норвежская (лат. Dolichovespula norwegica) — вид семейства настоящих ос.

## Распространение
Голарктика.

## Описание
Матки достигают длины от 15 до 19 мм, рабочие — от 12 до 15 мм, самцы — от 14 до 16 мм. Общественные осы, строящие «бумажные» надземные гнезда.